# 那賀町立相生中学校
那賀町立相生中学校（なかちょうりつ あいおいちゅうがっこう）は、徳島県那賀郡那賀町延野字大原にある公立中学校。旧相生町と旧上那賀町と旧木沢村の区域が校区となっており、その面積は徳島県の約1割を占める。最遠30kmを越えて通学する生徒もおり、スクールバスを利用している生徒も多い。
なお、木沢中学校が休校してから上那賀中学校が休校するまでの間、旧上那賀町の区域を飛び越した旧木沢村の区域が校区となっていたのは、合併前に旧木沢村が中学生の通学を旧相生村に委託していたことの名残である。

## 校訓
- 自主
- 協同
- 勉学

## 部活動
- バレー（女子）
- テニス（女子）
- 野球   (男子)
- 卓球（男女）
- 剣道（男女）

## 通学区域が隣接している学校
- 那賀町立木頭中学校
- 海陽町立海陽中学校
- 美波町立日和佐中学校
- 阿南市立新野中学校
- 那賀町立鷲敷中学校
- 勝浦町立勝浦中学校
- 上勝町立上勝中学校
- 神山町立神山中学校
- 美馬市立木屋平中学校
- 三好市立東祖谷中学校